# Johan van Oldenbarnevelt
Johan van Oldenbarnevelt (14. září 1547, Amersfoort – 13. května 1619 Den Haag) byl nizozemský státník, který hrál důležitou úlohu v boji Holanďanů za nezávislost na Španělsku.

## Životopis
Studoval práva v Lovani, Bourges, Heidelbergu a Padově. Poté dlouho cestoval po Francii a Itálii. Nakonec se usadil v Haagu. Byl umírněným kalvinistou, podporoval Viléma I. Oranžského v jeho boji proti Španělům a sám bojoval ve Vilémově armádě. Dne 23. srpna roku 1618 byl Johan van Oldenbarnevelt a jeho nejbližší spolupracovníci Hugo Grotius, Gilles van Ledenberg a Rombout Hogerbeets na popud Mořice Oranžského, nástupce Viléma I., zatčeni. Dne 20. února roku 1619 byl Johan van Oldenbarnevelt postaven před zvláštní soud a 13. května téhož roku byl ve věku 72 let stětím popraven.